# Burgstall Burklaberg
Der Burgstall Burklaberg, auch Alt-Schongau genannt, bezeichnet eine abgegangene Höhenburg auf dem „Burglach“, auch „Schlossberg“ genannt, nördlich der Ortskirche von Altenstadt (früher die alte Stadt Schongau genannt) im Landkreis Weilheim-Schongau in Bayern.

## Geschichte
Vermutlich wurde die Burg von den Lechrainer Welfen um die Mitte des 12. Jahrhunderts gegründet. Als weitere Besitzer der 1224 erwähnten und nach 1289 verfallene Burg werden der Templerorden und das Kloster Steingaden genannt.
Von der ehemaligen Welfenburg ist nichts erhalten, denn der Burgbereich wurde durch den Bau einer Flak-Artillerieschule 1938 zerstört. Die gesamte Hügelkuppe mit dem bis dahin bestens erhaltenen Burgstall wurde dabei abplaniert, die Angaben zur Höhe der Abgrabungen schwanken von 6 m über 13 m bis zu 15–20 m. Heute ist der Burgstall modern überbaut.